# San Juan Campo Víbora
San Juan Campo Víbora ist eine Ortschaft im Departamento Santa Cruz im Tiefland des südamerikanischen Anden-Staates Bolivien.

## Lage im Nahraum
San Juan Campo Víbora ist die drittgrößte Ortschaft im Municipio Yapacaní in der Provinz Ichilo. San Juan Campo Víbora liegt 36 Kilometer westlich von Yapacaní, auf einer Höhe von 257 m eineinhalb Kilometer westlich des Río Choré.

## Geographie
San Juan Campo Víbora liegt im bolivianischen Tiefland an den nordöstlichen Ausläufern der Cordillera Oriental. Das Klima ist ein tropisches Feuchtklima mit einer deutlich ausgeprägten Regenzeit.
Die Region weist eine mittlere Jahrestemperatur von 26 °C auf, die Monatsdurchschnittswerte liegen zwischen 23 °C im Juli und gut 28 °C von November bis Februar (siehe Klimadiagramm Puerto Grether). Der durchschnittliche Jahresniederschlag beträgt etwa 1700 mm, mit Monatswerten zwischen 200 und 300 mm von Dezember bis Februar und ausreichend Feuchtigkeit in allen Monaten.

## Verkehrsnetz
San Juan Campo Víbora liegt in einer Entfernung von 196 Straßenkilometern nordwestlich von Santa Cruz, der Hauptstadt des Departamentos.
San Juan Campo Víbora liegt etwa fünfundzwanzig Kilometer nördlich der 1657 Kilometer langen Nationalstraße Ruta 4, die von Tambo Quemado an der chilenischen Grenze in West-Ost-Richtung das gesamte Land durchquert und nach Puerto Suárez an der brasilianischen Grenze führt. Die Ruta 4 führt über Cochabamba, Villa Tunari und Bulo Bulo nach Puerto Grether, überquert dort den Río Ichilo und führt weiter über Puerto Avaroa Faja Central nach Yapacaní, Santa Cruz und Roboré bis nach Puerto Suárez. Zwischen Puerto Grether und Puerto Avaroa zweigt eine unbefestigte Landstraße in nordwestlicher Richtung von der Ruta 4 ab, überquert nach elf Kilometern den Río Víbora und erreicht nach weiteren dreizehn Kilometern in nördlicher Richtung San Juan Campo Víbora.

## Bevölkerung
Die Einwohnerzahl der Ortschaft ist im vergangenen Jahrzehnt auf fast das Dreifache angestiegen:
| Jahr | Einwohner         | Quelle       |
| ---- | ----------------- | ------------ |
| 1992 | keine Detaildaten | Volkszählung |
| 2001 | 371               | Volkszählung |
| 2012 | 945               | Volkszählung |
| 2024 |                   | Volkszählung |